# Campodorus versutus
Campodorus versutus là một loài tò vò trong họ Ichneumonidae.